# Bois de lousteau
Chassalia gaertneroides
Espèce
Classification phylogénétique
Le bois de lousteau (Chassalia gaertneroides) est une espèce de plante de la famille des rubiacées. Elle est endémique de l'île de La Réunion, département d'outre-mer français dans le sud-ouest de l'océan Indien. Elle est également appelée bois de merle ou gros bois cassant bleu.